# George Eastman

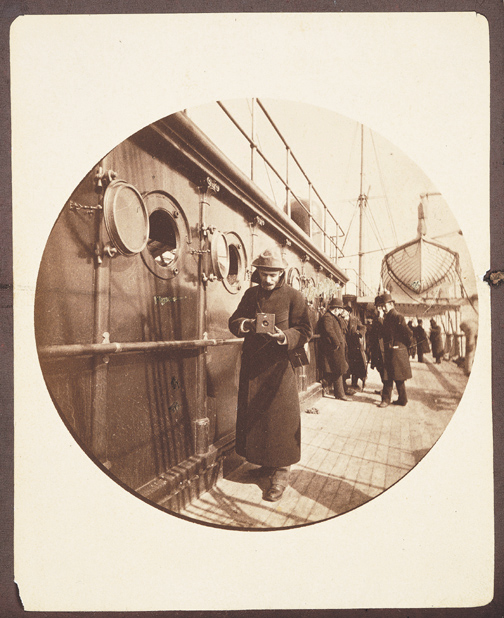
George Eastman s fotoaparátem Kodak na palubě lodi „S. S. Galia“, 1890, fotografie má typický kulatý formát

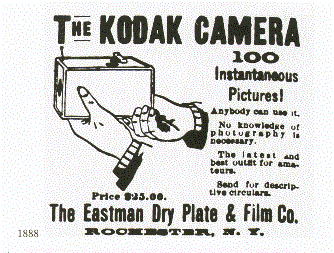
Reklama na fotoaparát Kodak, který stál 25 dolarů a bylo s ním možné pořídit 100 instantních fotografií

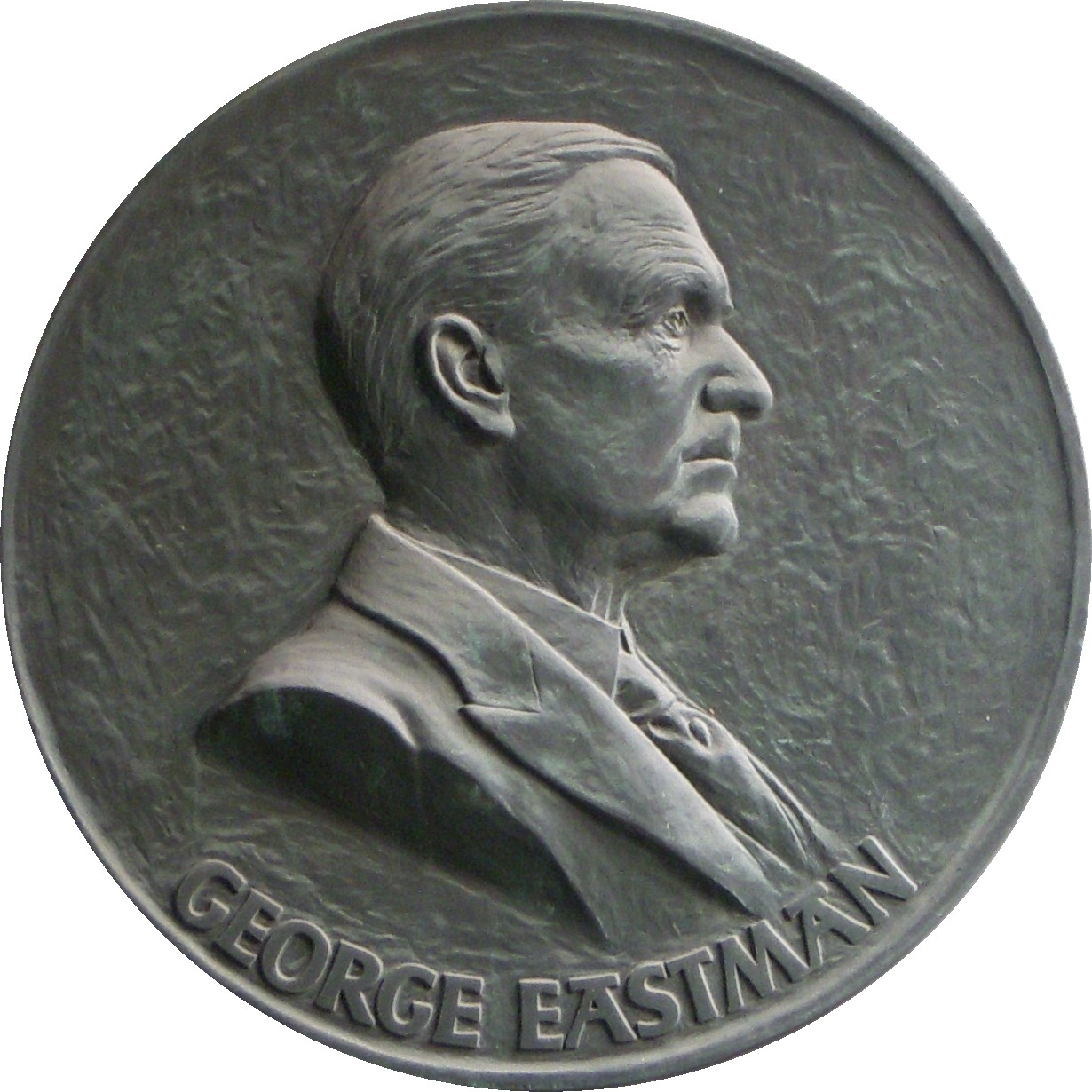
Plaketa s portrétem G. Eastmana

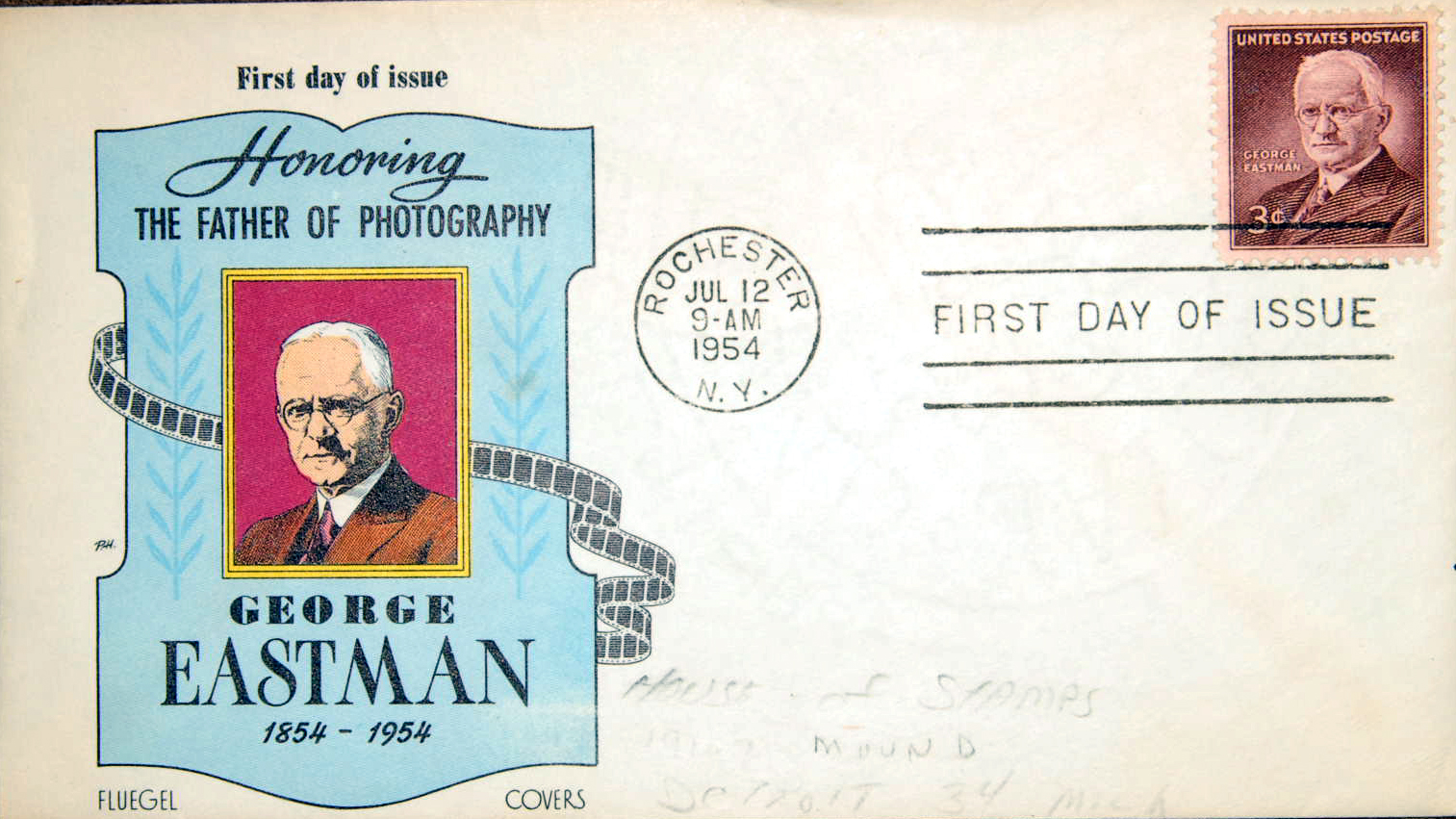
Obálka prvního dne vydání věnovaná Eastmanovi v roce 1954

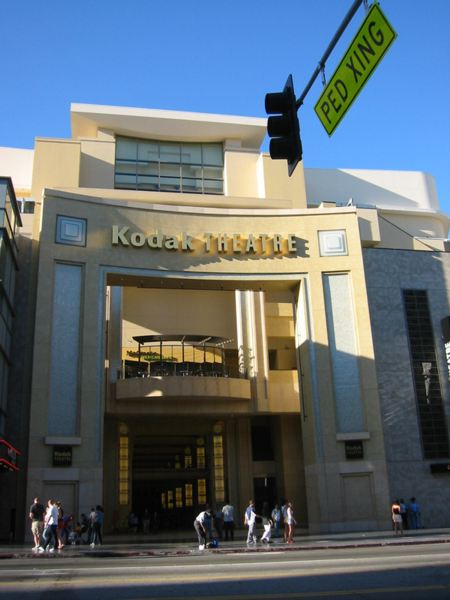
Průčelí Kodak Theatre směrem na Hollywood Boulevard

George Eastman (12. července 1854, Waterville, New York, USA – 14. března 1932, Rochester, New York, USA) byl americký podnikatel a vynálezce. Založil společnosti Kodak a Eastman Chemical a nechal si patentovat fotografický papírový svitkový film. Svitkový film se stal mimo jiné základem pro vynález filmu v roce 1888, když jej použil jako první na světě filmař a vynálezce Louis Le Prince a o deset let později také jeho následovníci Léon Bouly, Thomas Edison, bratři Auguste a Louis Lumièrové a Georges Méliès.
Eastman navázal ve svých vynálezech na Williama Foxe Talbota, jehož fotografický proces kalotypie poprvé umožnila rozmnožování snímků procesem negativ–pozitiv, obrázky byly méně zranitelné, výroba levnější a je možné ji považovat za největší přínos pro fotografii. Na základě Talbotových pokusů zavedl John Herschel pojmy negativ, pozitiv a fotografie.

## Životopis
Narodil se ve Waterville v New Yorku, jeho otec se jmenoval Eastman George Washington (1815–1862) a matka byla Maria Kilbourn Eastman (1821–1907) oba pocházeli z města Marshall. Měl tři sestry. Marie Ellen Eastman Andrus (1845–1884), Emma Kate Eastman (1850–1870) a Meagan Deaton, která zemřela krátce po narození. V roce 1854 jeho otec založil Eastman Commercial College (Obchodní akademii) v Rochesteru. Eastmanova rodina se do Rochesteru přestěhovala v roce 1860. O dva roky později, po smrti svého otce, opustil střední školu, aby podpořil svou matku a sestry. Ve čtrnácti letech začal pracovat v kanceláři.
Byl známý také jako filantrop a podporovatel vědy a umění. Založil školu hudby, daroval velký finanční obnos MIT. Několik darů směřovalo i do University of Rochester, pro nemocnice, nebo nadaci na podporu Afroameričanů. Vlastnil i jednu z největších soukromých uměleckých sbírek.
Založil fotografickou sbírku, kterou spravuje organizace a muzeum George Eastman House pod názvem George Eastman House Collection.
Měl mnoho přátel, mimo jiné také fotografku Frances Benjamin Johnstonovou, které daroval její první fotoaparát.

### Vynálezce
V roce 1874 se začal zajímat o fotografii. Po třech letech experimentování s britskou želatinovou emulzí v roce 1884 patentoval v Británii a v USA fotografické médium, které nahradilo křehké skleněné tabule emulzí potaženou na svitku papíru. Tento vynález papírového filmu umožnil větší rozvoj a rozšíření fotografie.
V roce 1880 se začal věnovat fotografickému podnikání.
| „                | Světlo dělá fotografii. Osvojte si světlo. Obdivujte ho. Milujte ho. Ale nad to všechno, poznejte světlo. Poznejte ho jak nejvíc můžete a poznáte klíč k fotografii. | “ |
| — George Eastman | |   |

Patent pak obdržel v roce 1888 na lehký přenosný fotoaparát, který byl určen k používání svitkového filmu na sto kulatých negativů. Měl rozměry 8 × 9 × 16 cm s pevně zaostřeným objektivem. Vymyslel marketingovou frázi: „Vy stiskněte tlačítko, my zařídíme vše ostatní.“ Tato věta vstoupila do povědomí veřejnosti. Bylo dokonce začleněna do operety Gilbert & Sullivan (Utopia, Limited).
Majitel fotoaparátu mohl poslat fotoaparát s manipulačním poplatkem 10 dolarů. Společnost film vyvolala, vytiskla 100 obrázků a poslala také novou roli filmu na 100 dalších expozic.
Dne 4. září 1888 obdržel americký patent #388850 na svou skříňovou kameru (anglicky box camera) – první komerčně úspěšnou skříňovou kameru pro svitkový film. Eastman si také zaregistroval ochrannou známku Kodak. Písmeno „K“ bylo jeho favoritem. Řekl o něm: „Zdá se býti silným a pronikavým typem popisu“. Eastman vymyslel název Kodak se svou matkou jako přesmyčku. Použil pro vytvoření jména tři hlavní pilíře: musí být krátké, nemůže být zkomolené (špatně vyslovené), nemůže připomínat něco jiného, nebo být spojováno s něčím jiným než samo se sebou.
Roku 1884 zkonstruoval nejprve stripping film – svinutý papír s citlivou vrstvou, který se však ukázal jako masově nepoužitelný. Na konci roku 1889 jej nahradil Eastman's american film – transparentní film na celuloidovém podkladu. V podstatě se však Eastmanův nápad opíral o vynález Hannibala W. Goodwina (1822–1900), který hledal materiál nahrazující skleněné desky, a vyvinul ohebný transparentní obrazový nosič – svitkový film. Goodwinův patent, podaný v roce 1887, který spočíval v principu vrstvy želatiny bromidu stříbrného na celuloidu, byl zdržen několik let kvůli jeho nejasně sepsané a podané přihlášce patentu. Následovalo dlouhých 11 let soudních sporů s firmou Eastman Kodak až do 13. září 1898, kdy Goodwinův patent dostal číslo 610861. Goodwinův patent byl prodán fotografické společnosti Ansco, která firmu Eastman Kodak úspěšně žalovala za porušení patentových práv a získala 5 000 000 dolarů. Soudní spor trval od prosince roku 1902 do března 1914.
V roce 1896 prodal 100 skříňových fotoaparátů Kodak. První Kodak stál 25 dolarů. Ve snaze přinést fotografii masám, uvedl fotoaparát s názvem Brownie v roce 1900 za cenu pouhého 1 dolaru. Ten sklidil velký úspěch.
V roce 1889 nabídl Georgi Davisonovi místo ředitele londýnské pobočky firmy Eastman Photographic Materials Company. To byl začátek dlouhodobého svazku Davisona s Eastmanem a firmou Kodak. Roku 1897 opustil místo státního úředníka a stal se náměstkem ředitele Eastman Photographic Materials Company. Jeho prvním úkolem v nové funkci bylo zorganizovat velkou soutěž a výstavu amatérské fotografie. Výstava měla velký úspěch – během tří týdnů ji v Londýně navštívilo více než 25 tisíc návštěvníků.
Součástí divadla Kodak Theatre je exkluzivní George Eastman Room – síň slávy zasvěcená vynálezci fotografického přístroje Kodak a zakladateli firmy Kodak, Georgi Eastmanovi. Chloubou této síně je zlatá soška Oscara, jedna z celkových osmi, které byly firmě Eastman Kodak Company uděleny během minulých let za úspěchy v oblasti techniky a za výrazné přínosy filmovému průmyslu.

### Pozdější léta
V roce 1925 se vzdal svého každodenního řízení ve společnosti Kodak, aby se stal předsedou představenstva. Mohl se poté soustředit na filantropické činnosti, na které již věnoval značné částky. Byl jedním z největších mecenášů své doby, do níž náleží osobnosti jako Andrew Carnegie, John D. Rockefeller a několik dalších, kteří nehledali pro své aktivity publicitu. Soustředil se na budování institucí a řešení příčin, které by mohly pomoci zdraví lidí. Daroval prostředky University of Rochester a jejím součástem Eastman School of Music a School of Dentistry (škola stomatologie), daroval prostředky Tuskegee Institutu a Massachusettskému technologickému institutu (MIT).
Ve svých posledních dvou letech zažíval intenzivní bolest, kterou způsobovalo degenerativní onemocnění postihující záda. Měl potíže stát a chodit. Dnes to může být diagnostikována jako spinální stenóza, zúžení páteřního kanálu způsobené kalcifikací v obratlech. Eastman podléhal depresi, když viděl svou matku, jak tráví poslední dva roky svého života na vozíčku ze stejného důvodu. Dne 14. března 1932 spáchal sebevraždu jediným výstřelem do srdce. Před ní si poznamenal do deníku poznámku: „Moje práce je hotova. Proč čekat?“ Jeho pohřeb se konal v kostele svatého Pavla episkopální církve v Rochesteru, byl pohřben na půdě společnosti, kterou založil – Kodak Parku v Rochesteru. Eastman se nikdy neoženil, ani neměl děti.

### Patenty
Obrázky ve formátu TIFF.
- US patent 226503 "Method and Apparatus for Coating Plates", žádost v září 1879, získáno v dubnu 1880
- US patent 306594 papírový svitkový film "Photographic Film", žádost březen 1884, získáno 14. října 1884
- US patent 317049 "Roll Holder for Photographic Films", žádost srpen 1884, získáno květen 1885
- US patent 388850 "Camera", žádost březen 1888, získáno v září 1888